# Zabranjeno ispucavanje
Zabranjeno ispucavanje (eng. icing) je ispucavanje pločice preko dvije crvene linije. Dakle iz svoje polovice u prostor iza crvene linije kod protivničkog gola. U Europi i međunarodnim utakmica vrijedi pravilo automatskog icinga, dakle sudi se čim pak prijeđe crvenu liniju protivničkog gola. U Sj. Americi koristi se touch-icing koji se sudi tek nakon što protivnički igrač (ali ne i golman) takne pločicu koja je prešla crvenu liniju gola. Ako pločicu dotakne protivnički golman ili igrač momčadi koja ispuca pločicu icing se poništava.
Situacije kada nema icinga:
- Kad imaš igrača manje nema icinga za ekipu s igračem manje.
- Slobodno sudačko uvjerenje: pri ispucavanju pločice sudac procjeni da je protivnički igrač (ili golman) mogao stići pločicu prije nego što je prešla preko dvije crvene linije.